# Martín Baintrub
Martín Hernán Baintrub (Buenos Aires, 23 de junio de 1960) es un escritor, arquitecto y consultor político argentino.

## Trayectoria académica y profesional
Hijo de un padre judío y una madre católica, Baintrub nació en la ciudad de Buenos Aires el 23 de junio de 1960. Estudió arquitectura en la Universidad de Buenos Aires (UBA), de donde se recibió en 1987. En 1983 fue elegido Presidente del Centro de Estudiantes de la Facultad de Arquitectura, Diseño y Urbanismo (FADU) de la UBA, y al año siguiente fue electo presidente de la Federación Universitaria de Buenos Aires.
En 1987, el entonces intendente de la Ciudad de Buenos Aires, Facundo Suárez Lastra, lo designó Director General de Prensa y Difusión de la Municipalidad, cargo que ejerció durante dos años. Entre 1989 y 1990 fue Secretario de Extensión Universitaria de la FADU.
En 1989 fue uno de los fundadores de Persuasión, una agencia de comunicación política y de gobierno que dirige desde entonces junto con su socio Carlos Falco. Entre otras iniciativas, Baintrub fue el creador del recordado lema "La mitad lo quiere. Todos lo respetan", utilizado durante la campaña electoral que llevó al expresidente Raúl Alfonsín al Senado de la Nación en las elecciones legislativas nacionales de 2001. También asesoró a la diputada nacional Margarita Stolbizer, y diseñó las campañas electorales en las que resultaron ganadores los gobernadores José Luis Lizurume (1999, Chubut), Ricardo Colombi (2001, 2009 y 2013, Corrientes), Arturo Colombi (2005, Corrientes), Gustavo Valdés (2017 y 2021, Corrientes) y Gustavo Melella (2019, Tierra del Fuego).
Actualmente, Baintrub es docente del Posgrado de Opinión Pública y Comunicación Política de la Facultad Latinoamericana de Ciencias Sociales (FLACSO). He escrito columnas en los periódicos argentinos Clarín, La Nación y Página/12, entre otros medios.

## Trayectoria literaria
En diciembre de 2018 publicó su primera novela, Descansar en paz, editada por Aurelia Rivera Libros. Es la historia de un hombre agobiado que finge su muerte en el atentado a la sede de la AMIA y huye para empezar una nueva vida abandonando a su familia. Las productoras audiovisuales Kenya Films y Benteveo Producciones compraron los derechos del libro y, asociados con la plataforma de streaming Netflix, produjeron una película dirigida por Sebastián Borensztein y protagonizada por Joaquín Furriel, Griselda Siciliani, Gabriel Goity y Lali González. Filmada en Argentina y Paraguay, la película fue estrenada en marzo del 2024 en Netflix.
Su segunda novela, Pagar, vas a pagar, se publicó en octubre de 2020. El diario Perfil la definió como "un thriller político que combina amor, traición, corrupción y muerte".
Los huerfanitos, su tercera obra de ficción, se editó en noviembre de 2020. Es "una distopía que imagina la llegada de un gobierno de extrema derecha", según Página/12.
Su novela más reciente hasta la fecha, Sangre de mi sangre, salió a la venta en noviembre de 2022. El propio autor contó que el libro es "sobre un represor de los años 70 que, ya viejo y solo, vuelve a cometer crímenes con otras características". Según Página/12, "Martín Baintrub apela al género policial para narrar una historia de ritmo trepidante con una escritura concisa que va al hueso también de lo incómodo y lo molesto".

## Vida personal
Baintrub está en pareja con Sandra Ruth Muler desde 1988. Tienen tres hijos. 

## Obra

### Novela
- Descansar en paz (2018)
- Pagar, vas a pagar (2020)
- Los huerfanitos (2020)
- Sangre de mi sangre (2022)

### Ensayo
- Sinfonía Electoral - Manual de campañas políticas (2019, en colaboración con Carlos Falco)